# Savana Island
Savana Island gehört zu den Amerikanischen Jungferninseln und liegt etwa elf Kilometer westlich von Saint Thomas. Die Höhe über dem Meeresspiegel beträgt 34 Meter.

## Weblink
- Savana Island auf mapcarta.com, abgerufen am 21. April 2013